# Siphlophis compressus
Espèce
Synonymes
- Coluber compressus Daudin, 1803
- Tripanurgos compressus (Daudin, 1803)

Statut de conservation UICN

 LC  : Préoccupation mineure
Siphlophis compressus ou Diane à tête orangé est une espèce de serpents de la famille des Dipsadidae. 

## Répartition
Cette espèce possède une large répartition, on le rencontre du Costa Rica au Brésil, ou il habite les forêts tropicales d'Amérique centrales, la forêt amazonienne ainsi que la forêt atlantique . 

## Description

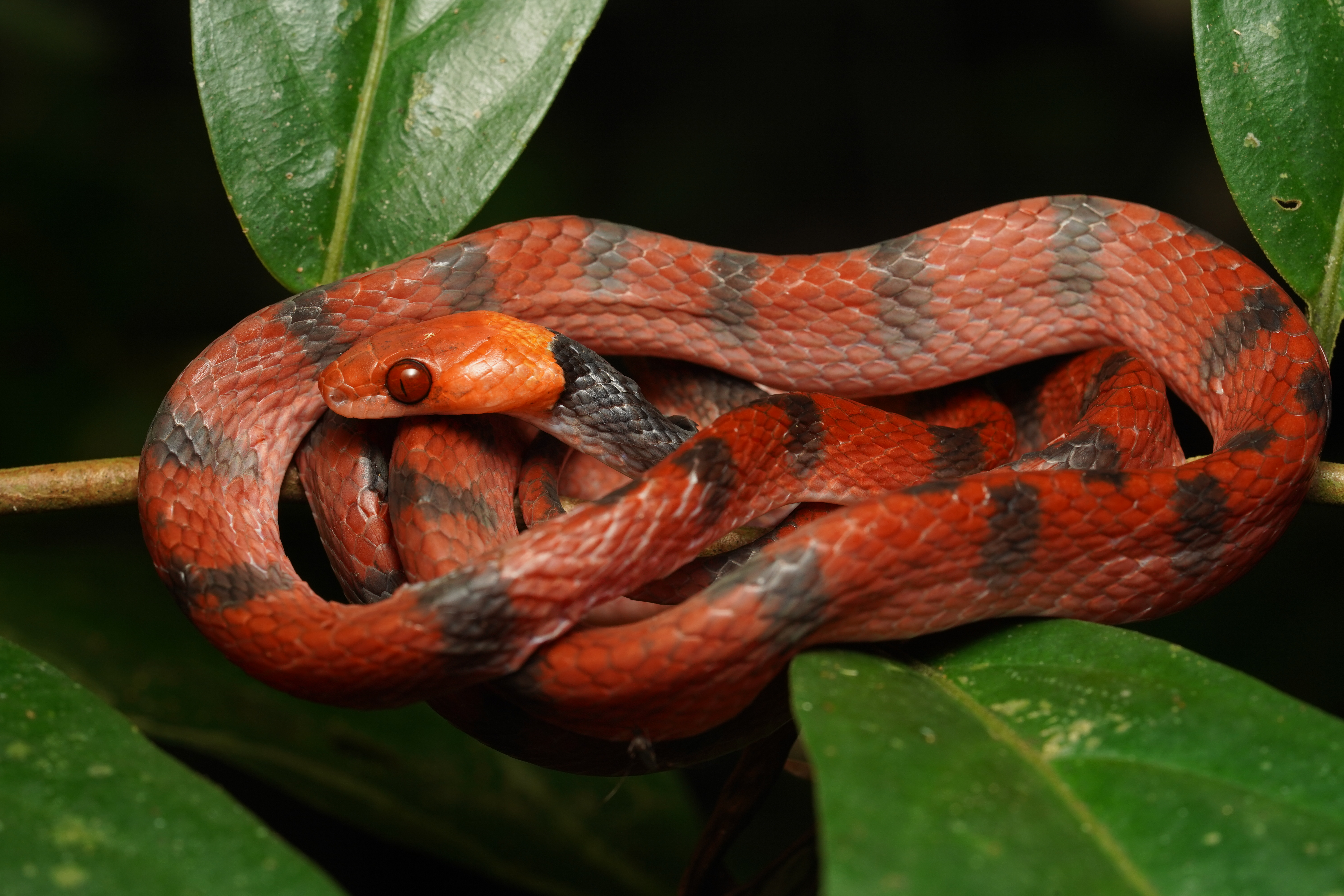
Siphlophis compressus

Siphlophis compressus se reconnais facilement à sa coloration rouge barrée de noir. Ses yeux sont rouges avec une pupille verticale. Les jeunes individus portent un collier blanc qui s'estompe à l'âge adulte. C'est un serpent venimeux opistoglyphe, il est néanmoins totalement inoffensif pour l'homme. 

## Biologie
Cette espèce est nocturne et semi-arboricole. Il se rencontre dans les forêts tropicales humides et se nourrit essentiellement de lézards qu'il surprend durant leur sommeil. 

## Publication originale
- Daudin, 1803 : Histoire Naturelle Generale et Particuliere des Reptiles. F. Dufart, Paris, vol. 6.